# 普羅文斯島
普羅文斯島（法語：Île de la Province）是門弗雷梅戈格湖中的最大岛屿，位于美国与加拿大的边界，為两国共管的跨国岛屿。北部多数面积屬于加拿大魁北克省梅戈格市（北美原住民語：Mem-Toag），南部約0.028平方公里的面积则屬于美国佛蒙特州奧爾良縣德比鎮。
据聞於18世紀末期就有移民在该岛屿居住，最先有一位名為馬丁·亞當斯的人与其妻到達島上建造房屋，并且種植蔬菜和亞麻等农作物。這座島曾經被称为扎布里斯基（英語：Zabriskie）和霍華德島（英語：Howard Island）。现在该岛则属于私人所有，每年均有人定期举办野鸡狩猎等活动。
2014年9月，有网民在Google地图中无意间发现了这座岛屿，認為其外形尤同台湾岛，故此该岛屿被部分台湾人所知悉，及被戏称为“平行台湾”，附近不遠的村莊也有多個在邊界上的道路建築物，例如美加大街以及赫斯克爾圖書館和歌劇院等獨特景點。

## 轶事
2014年9月，有网民浏览Google地图时无意间发现了这座岛屿并表示外观非常类似台湾岛，相关媒体报道称该岛形狀神似番薯，南端也有像恆春半島的一角伸出去，簡直就是台灣的翻版。网民也戏称该岛屿是“平行台湾”或“小台灣”。但是此岛屿的大小僅有台灣的10萬分之一，并不特别显眼。岛屿上有少数人为建筑，多数面积则被树木等植物所覆盖。